# Nagykörút
Le Nagykörút ([ˈnɒckøɾuːt]) (en français : « grand boulevard ») est une voie structurante du centre-ville de Budapest. Elle désigne à l'origine dans la toponymie vernaculaire la grande chaussée circulaire qui relie Margit híd au nord à Petőfi híd au sud et qui sépare l'hypercentre de Pest des quartiers résidentiels péricentraux. De nos jours, l'expression tend à englober également la prolongation du boulevard sur Buda.
Cette voie prend des noms différents selon les arrondissements traversés. Sur Pest, du Nord au Sud, elle est administrativement dénommée Szent István körút (anciennement Lipót körút) entre les 5e et 13e arrondissements, Teréz körút (6e arr.), Erzsébet körút (7e arr.), József körút (8e arr.) et Ferenc körút (9e arr.). Sur Buda, elle prend les noms de Margit körút au Nord et de Alkotás utca et Villányi út au Sud. Entre 1950 et 1990, Erzsébet körút et József körút partageaient le même nom : Lenin körút

## Description
Le Nagykörút est un boulevard de 4,5 km de long sur 30 à 40 m de large, avec un tramway qui le parcourt au milieu. Il traverse plusieurs places, comme Nyugati tér, Oktogon et Blaha Lujza tér. Il est traversé par quatre routes principales : Váci út (au nord), Andrássy út (nord-est), Rákóczi út (est) et Üllői út (sud-est).

## Histoire

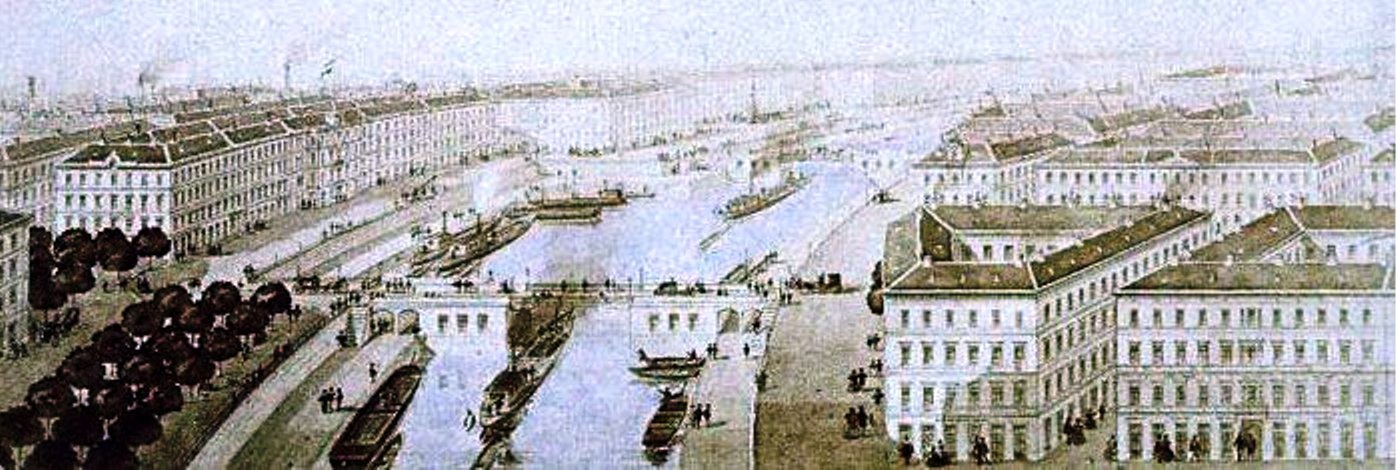
Le projet de "canal Reitter" ou canal du Danube de Pest.

Lors de l'unification de Pest, Buda et Óbuda en 1872, la nouvelle capitale de la partie hongroise de la monarchie des Habsbourgs connaît un développement urbain fortement corrélé à son dynamisme démographique. Sur la rive orientale du Danube, l'urbanisation est alors structurée par les axes radiants qui relient le centre-ville aux quartiers périphériques. La connexion entre les quartiers qui se développent est alors difficile, en raison du sous-calibrage des rues transversales.
Ce problème de circulation est déjà mentionné en 1863 dans des documents du Conseil municipal des travaux publics. L'enjeu est déjà de canaliser l'urbanisation de Pest autour d'un axe circulaire qui marquerait à la fois la limite du noyau urbain dense et concourrait à embellir la ville. Le tracé envisagé suit l'ancien bras du Danube qui traversait Pest, en raison de considérations techniques sur l'écoulement des eaux urbaines et la collecte des égouts le long du boulevard. L'un des premiers projets imaginé par Ferenc Reitter consiste alors à exploiter l'ancien lit du bras en creusant un canal navigable relié au Danube par des vannes. La société du canal du Danube de Pest est même créée à cet effet et Alphons Mention obtient en 1868 le droit de procéder à des travaux préparatoires. Il propose alors, outre le creusement du canal, la construction de 12 ponts et 48 points d'embarquement. Ce projet suscite par un ailleurs un engouement architectural : plusieurs palais sont prévus pour inscrire le canal dans un geste urbanistique de prestige. Pour des raisons financières, le projet est pourtant abandonné au profit d'une voie urbaine sèche. En 1871, le gouvernement hongrois fait voter une loi programmant la construction du boulevard malgré l'opposition des députés de province.

## Lieux et édifices
Du nord au sud :
- Vígszínház (1896)
- Gare de Budapest-Nyugati (1897)
- Palais New York (1894)
- Musée des arts décoratifs (1896).

## Transports

### Métros
Le trois métros de Budapest possèdent quatre stations sur le Nagykörút, aux jonctions des voies qui le composent. Du nord au sud : Nyugati pályaudvar (ligne  ), Oktogon (ligne  ), Blaha Lujza tér (ligne  ) et Corvin-negyed (ligne  ). La ligne  , en construction, aura une station à Rákóczi tér.

### Tramways

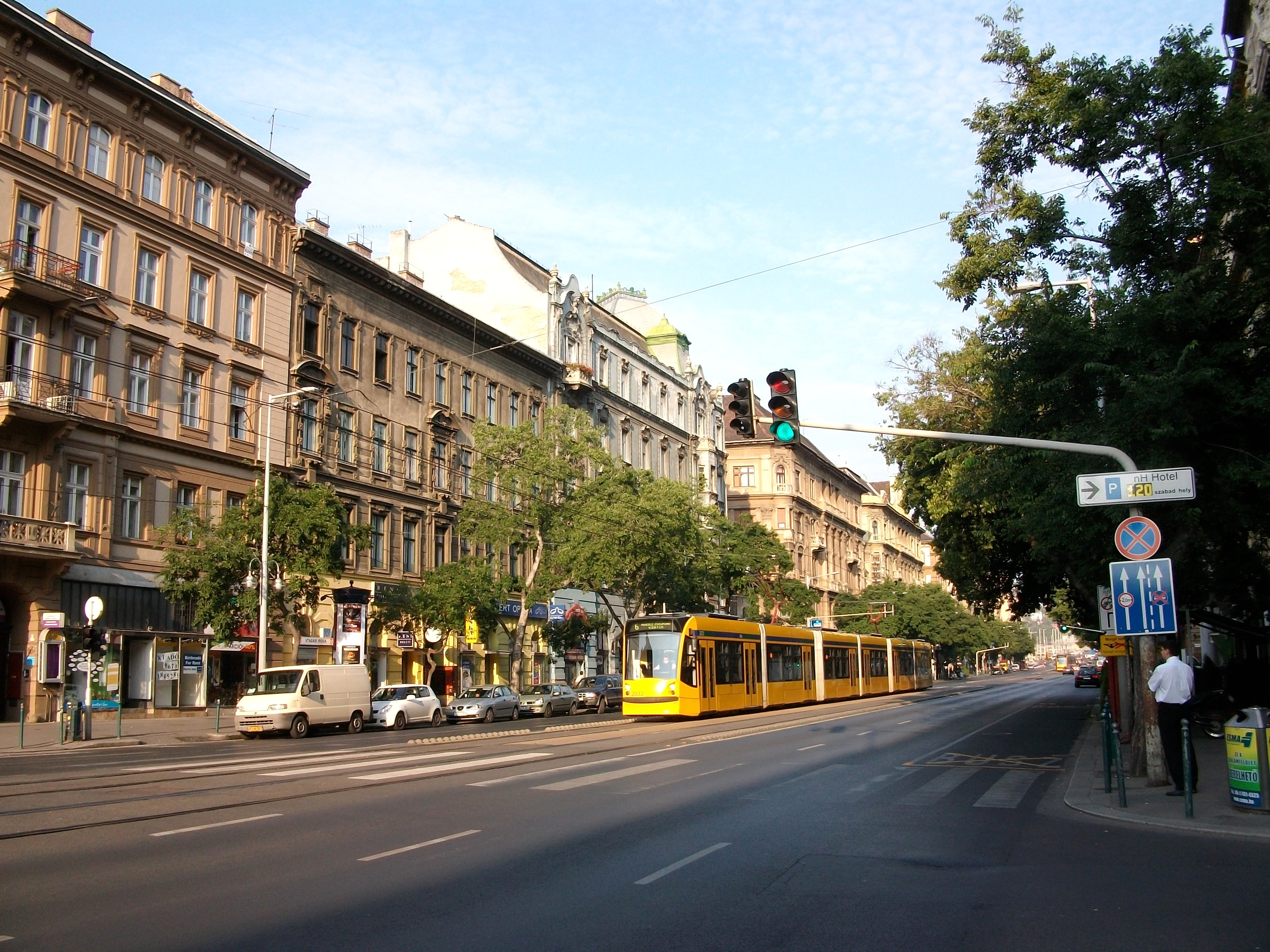
Combino Supra sur le Nagykörút.

Le Nagykörút est desservie par les lignes  4 et 6 du tramway de Budapest, reliant Széll Kálmán tér au nord à Móricz Zsigmond körtér au sud. Ces lignes ont été créées en 1887 et ont été étendues depuis pour une longueur totale de 8,5 km et 21 stations ; il s'agit des lignes de tramway les plus empruntées en Europe, avec 200 000 utilisateurs par jour.